# Metoda stamping out
Metoda stamping out je odborné označení pro likvidaci nebezpečné vysoce nakažlivé infekční nemoci utracením všech vnímavých zvířat v ohnisku, jejich okamžitým odstraněním a následnou desinfekcí postižené lokality. Název pochází z anglického slovesa „to stamp out“ (zadupat, zašlapat, udusat, utlumit). Jedná se o nejefektivnější metodu boje s vysoce nakažlivými nákazami zvířat. Poprvé se začala metoda používat v roce 1892 ve Velké Británii při tlumení slintavky a kulhavky. V současnosti se používá metoda stamping out k likvidaci celé řady nebezpečných nákaz jako je např. klasický mor prasat, ptačí chřipka, vezikulární choroba prasat apod.